# Carwitz

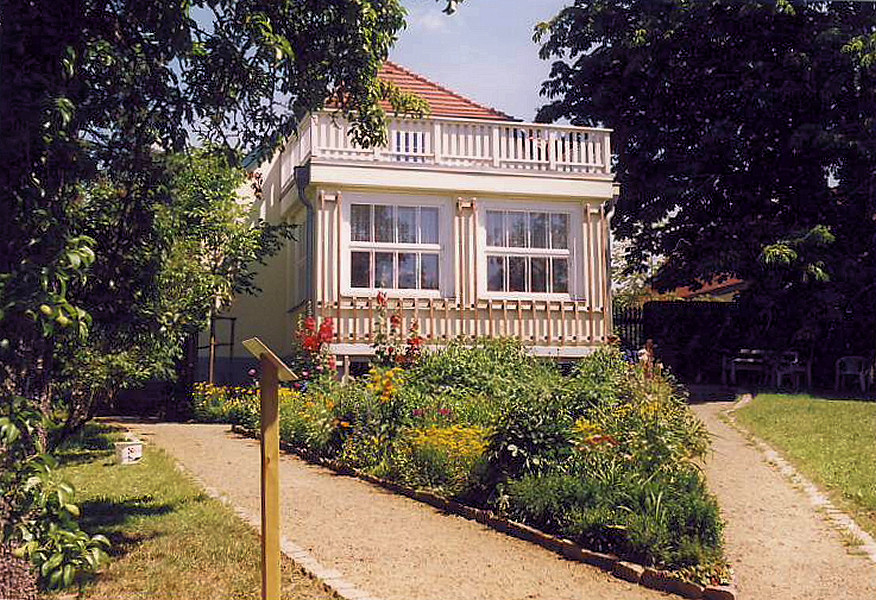
Hans-Fallada-Museum

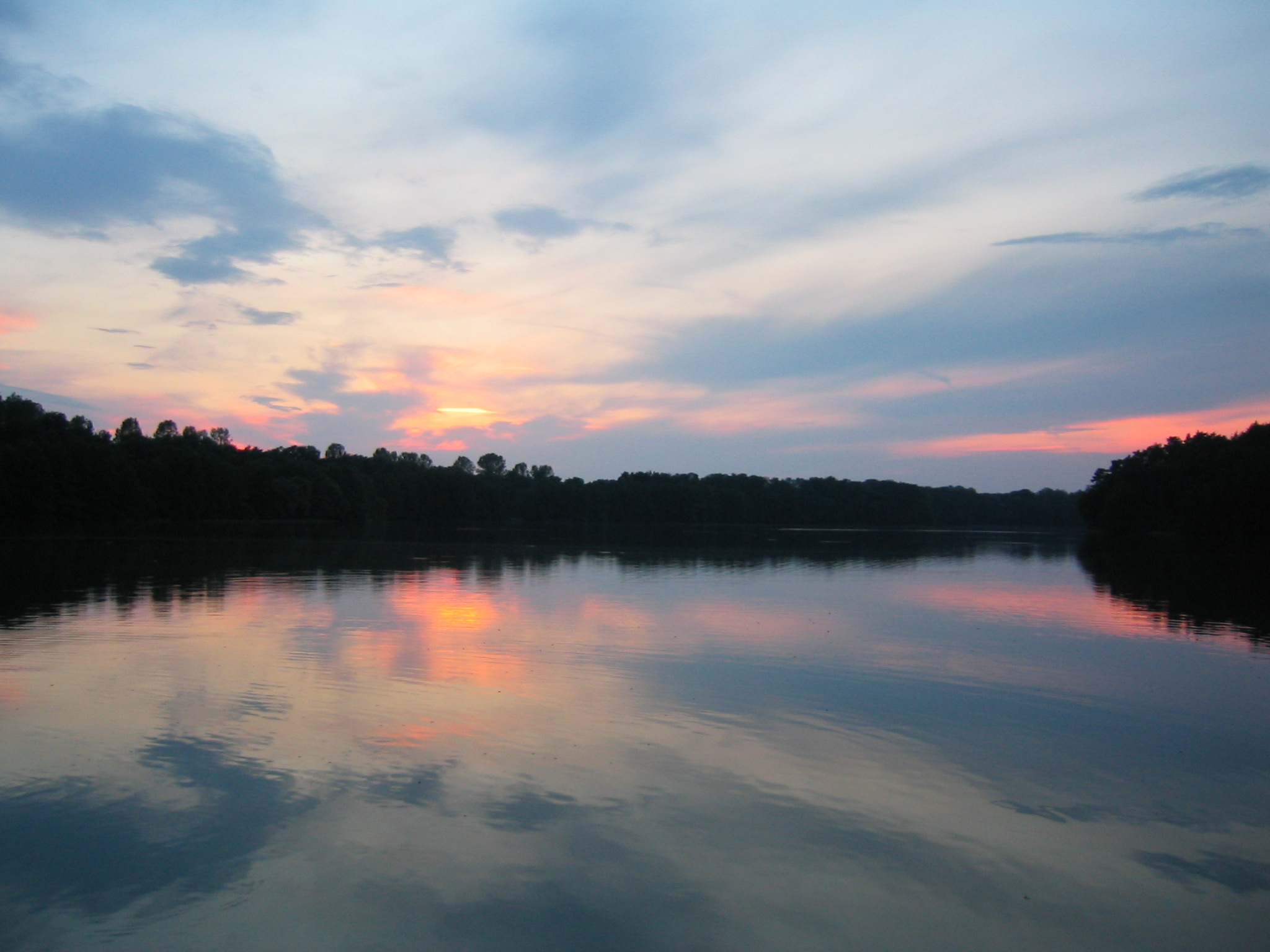
Der Schmale Luzin in Carwitz

Carwitz [ˈkaʁvɪts] ist ein Ortsteil der Gemeinde Feldberger Seenlandschaft im Landkreis Mecklenburgische Seenplatte in Mecklenburg-Vorpommern, direkt an der Grenze zum Land Brandenburg. Carwitz ist ein staatlich anerkannter Erholungsort.

## Geschichte
Der Ortsname stammt von dem altpolabischen Wort karva für Kuh ab. Der Name wandelte sich über Carwytze (1216) zum heutigen Carwitz.
Bereits 1216 wurde Carwytze als Fischerdorf erstmals urkundlich genannt. Carwitz gehörte zur Herrschaft Stargard und die zum Herrschaftsbereich der Herzöge von Pommern. Ab 1292 war die Herrschaft Stargard ein Wittum der Markgrafentochter Beatrix von Brandenburg. Da sie die Frau des mecklenburgischen Fürsten Heinrichs II. der Löwen war, kam die Herrschaft Stargard ab 1299 faktisch an die Fürsten (später Herzöge) zu  Mecklenburg. Am Ende des 14. Jahrhunderts – so eine weitere Notiz – wiesen die Herzöge von Mecklenburg-Stargard einem Henning Parsenow Pachtgeld aus Carwytze an.
Am Anfang des 16. Jahrhunderts wurde das Gebiet endgültiger Besitz der mecklenburgischen Herzöge und das Dorf wurde dem Amt Feldberg (Domänenamt) zugeordnet. Kirchlich war das Angerdorf bis zum Dreißigjährigen Krieg und dann wieder ab 1740 eine selbstständige Pfarrei. 1706 entstand am Anger die Dorfkirche als rechteckiger Fachwerkbau mit einem freistehenden Glockenstuhl vor dem Westgiebel. Der Glockenstuhl wurde 1912 abgerissen.
1683 lebten in Carwitz mehrere Vollbauern, dazu der Freischulze sowie Kossaten (auch Kötter oder Kötner genannt) und landlose Einlieger (Mietsleute), die als Landarbeiter tätig waren. Der westlich des Dorfes gelegene Freischulzenhof wurde 1858 aus Carwitz herausgelöst; er ist ab 1874 als Rosenhof bekannt.

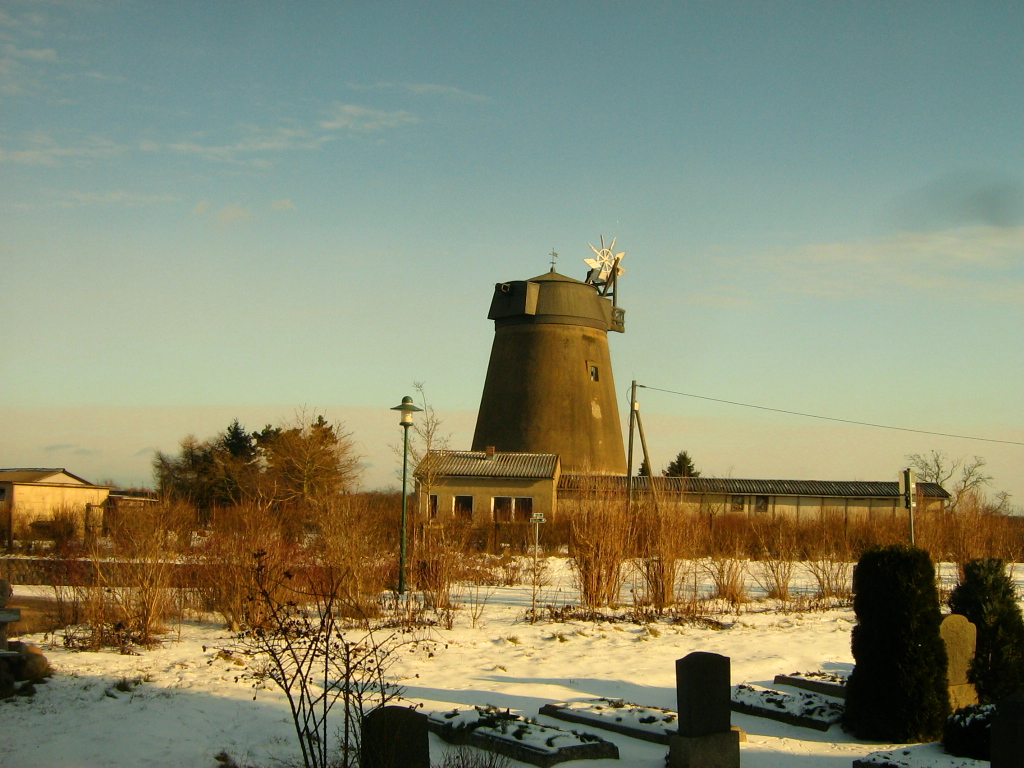
Carwitzer Windmühle (2009)

1896 konnte am Ortseingang die Holländermühle mit Sockelgeschoss und Galerie ihren Betrieb bis 1937 aufnehmen. Auch die meisten anderen Häuser sind um diese Zeit gebaut worden.
Am 1. Januar 1969 wurde Carwitz in die Stadt Feldberg eingemeindet. 1975 hatte Carwitz 216 Einwohner. Am 13. Juni 1999 ging Carwitz in der neu gegründeten Gemeinde Feldberger Seenlandschaft auf, nachdem die Stadt Feldberg ihre Kommunalautonomie aufgegeben hatte. 2007 hatte der Ort 325 Einwohner.
Das Dorf und das Fallada-Anwesen wurden im Rahmen der Städtebauförderung von 1992 bis 2007 gründlich saniert.

## Hans Fallada in Carwitz

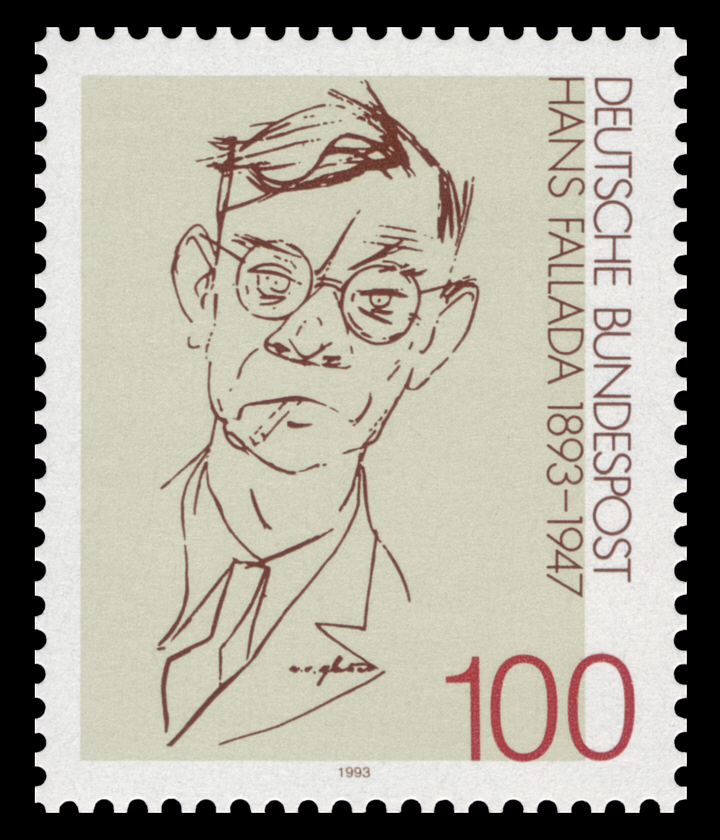
Fallada-Porträtkarikatur von e.o.plauen

Bekannt wurde das Dorf durch den Schriftsteller Hans Fallada (eigentlich Rudolf Ditzen), der sich nicht entschließen konnte, Nazideutschland zu verlassen, und von 1933 bis 1944 in einem um 1875 gebauten Büdnerhaus mit seiner Frau Anna Ditzen wohnte. Als Feldberger Bürgermeister war er kurzzeitig noch einmal 1945 in Carwitz wohnhaft. Seine letzte Ruhestätte befindet sich nach seiner Umbettung im Fallada-Park (ehemaliger Friedhof) in Carwitz. Heute ist in den Gebäuden das Hans-Fallada-Museum mit dem Fallada-Archiv untergebracht. Der DEFA-Spielfilm Fallada – Letztes Kapitel (Regie: Roland Gräf, 1988) wurde zu großen Teilen in Carwitz gedreht.
Die Hans-Fallada-Gesellschaft will das frühere Bootshaus Hans Falladas nach alten Plänen wieder entstehen lassen. Am Ufer finden sich noch einige Pfähle, die den einstigen Standort markieren.

## Sehenswürdigkeiten, Kultur und Natur
In der Liste der Baudenkmale in Feldberger Seenlandschaft sind für Carwitz sieben Baudenkmale aufgeführt.

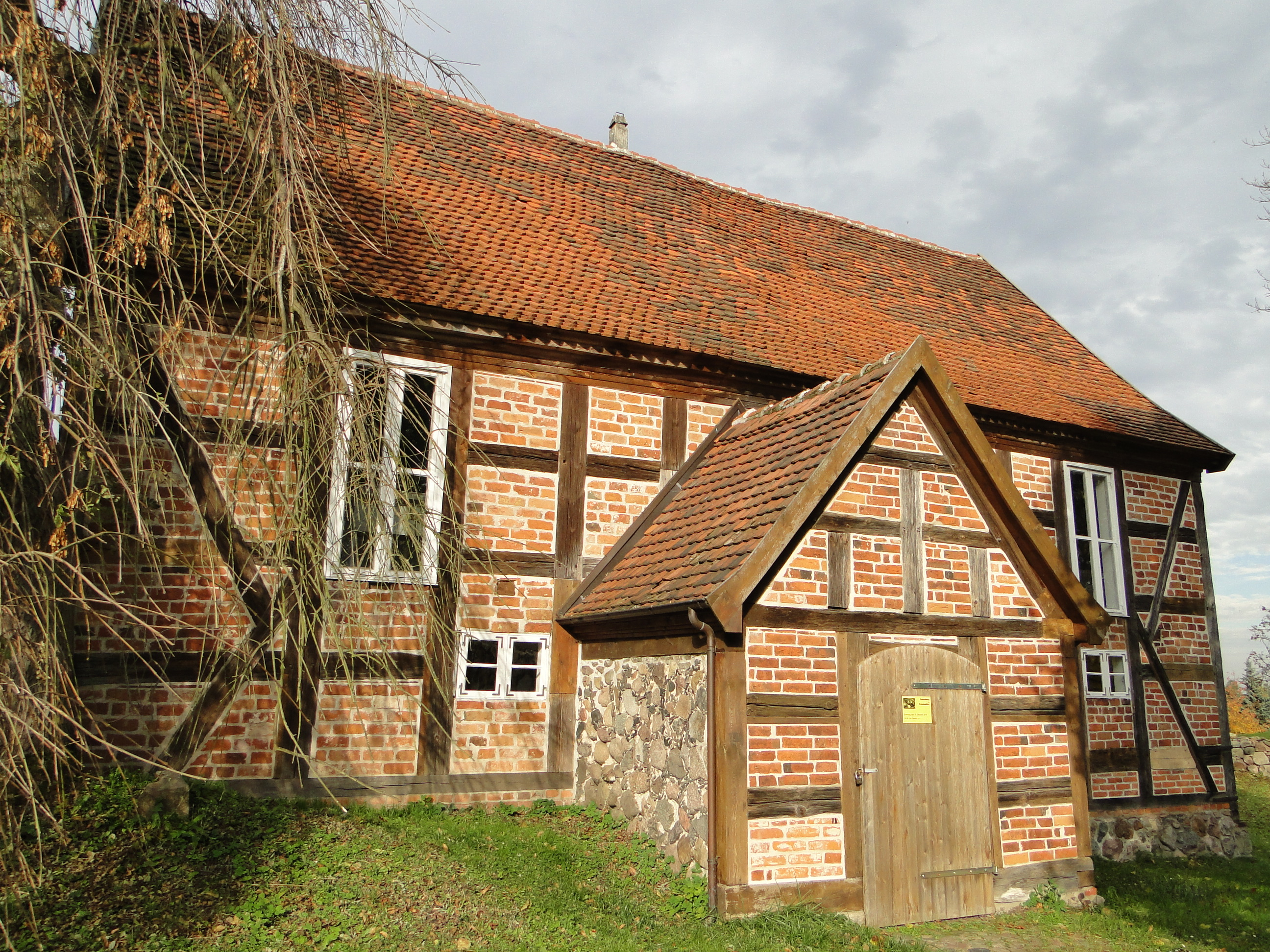
Kirche in Carwitz

- Das Fallada-Haus mit dem Museum und dem Archiv. Ende August 2009 wurde das Archiv wegen fehlender Fördermittel des Kultusministeriums von Mecklenburg-Vorpommern geschlossen.
- Die Holländermühle mit Sockelgeschoss und Galerie von 1896 am Südwestrand von Carwitz.
- Die bescheidene Dorfkirche am Anger
- Der Carwitzer See ist 3,95 km² groß. An ihm befindet sich ein Wasserwanderrastplatz.
- Der 5 km lange Schmale Luzin (Fläche: 1,45 km²)
- Der 2 km lange Dreetzsee (Fläche: 63 ha)
- Das Haus Dreiseidel am Kirchenanger mit seinem mit Biberschwanz-Tondachziegeln gedeckten großen Krüppelwalmdach ist ein gutes Beispiel der Ortssanierung.

### Wanderwege
Carwitz ist Ausgangspunkt von mehreren Wanderwegen. Der nach einem Kinderbuch von Hans Fallada bezeichnete Fridolinweg steigt zunächst zum Hauptmannsberg auf dem Hullerbusch auf, von dem man am Teufelsstein vorbei zur Luzinfähre kommt, mit der über den Schmalen Luzin übergesetzt wird. Am Westufer des Schmalen Luzin führt ein naturnaher Pfad nach Carwitz zurück. Südlich von Carwitz kann in etwa zwei Stunden der Dreetzsee umrundet werden.

## Persönlichkeiten

### Söhne und Töchter
- Wilhelm Moldenhauer (1845–1898), Mediziner und Hochschullehrer

### Persönlichkeiten, die im Ort gewirkt haben
- Hans Fallada, Schriftsteller, lebte 1933–1944 in Carwitz. Ihm zu Ehren finden alljährlich die Hans-Fallada-Tage im Hans-Fallada-Haus statt.
- Anna Ditzen, Ehefrau von Hans Fallada, lebte seit 1933 in Carwitz
- Ruth Werner, Schriftstellerin, lebte seit 1953 in den Sommermonaten in Carwitz
- Jürgen Wittdorf, Maler und Graphiker, kaufte 1964 ein über hundert Jahre altes Fachwerkhaus in Carwitz, das er selbst sanierte und seitdem in den Sommermonaten bewohnte.
- Gabriele Meyer-Dennewitz, Grafikerin und Malerin, lebte und arbeitete von 1991 bis zu ihrem Tode 2011 in Carwitz
- Frank Merker, Maler und Grafiker, lebte und arbeitete bis zu seinem Tod 2008 in Carwitz
- Charly Hübner, Schauspieler, ist in Carwitz als Hotelierssohn aufgewachsen.